# ROSE GUNS DAYS
『ROSE GUNS DAYS』（ローズガンズデイズ）は07th Expansionによる日本のビジュアルノベル作品である。

## 概要
第二次世界大戦時において、原爆が投下されるよりも前に日本が降伏した世界を描くハードボイルドアクションもの。『Season1』『Season2』『Season3』『Last Season』の計4編で構成される。本編は2012年から2014年にかけて頒布された。また、本編計4編に新規書き下ろしシナリオを加えたベスト盤『The Best』が2016年に発売された。
本作は竜騎士07に加えて複数の漫画家がキャラクターデザイナーとして参加している。また、本編中にはノベルパートの合間にバトルパートが差し込まれている。
MangaGamerによる国際版の発売がSteamにて予定されている。中国語・英語の言語オプションが追加され、解像度がHDへアップスケールされるとともにグラフィックが一新される。

## ストーリー
プロローグ
日本の第二次世界大戦は1944年4月1日の激甚大災害により突如終わりを迎えた。米中連合軍は人道的見地から無条件休戦を提案し、日本政府はこれを受諾。壊滅した日本を復興するために米中両軍が進駐し、急速な復興をみせたが、結果、日本は元の面影を完全に失っていた。
そして現代、2012年。東京は東西文化の入り混じった都市となり、純日本人は後20年で東京からいなくなるといわれていた。香港デイリー日本支社唯一の日本人、林原樹里は日本人同胞会『春風』名誉総裁にして、日本人マフィア『プリマヴェーラ』の初代マダム、ジャンヌ・天川に呼ばれ、彼女からある話を聞かされた。それはプリマヴェーラの本当の初代マダムの葬られた物語であった。
Season 1
1947年、終戦から3年遅れで復員したレオ・獅子神は暴漢に襲われていたプリマヴェーラのマダム、ローズ・灰原を助ける。行くあてのないレオはプリマヴェーラの用心棒となった。プリマヴェーラを支配しようとしていたアルフレッドファミリーを撃退したレオであったが、それはプリマヴェーラにとって更なる試練の前触れでしかなかった。
Season 2
1948年、ローズの車がとある少女をはねてしまった。少女は命に別状はなかったが、記憶喪失になっていまい、ラプンツェルと名乗ることとなる。ラプンツェルは自分の世話をしてくれる3人が落ちこぼれ扱いされていることを知り、汚名返上のために手柄をたてることにする。彼女の指示により頭角を表していく三人であったが、彼女の記憶には重大な秘密があった。
Season 3
1949年、プリマヴェーラの始末屋、アラン・新巻とキース・如月は、プリマヴェーラで名を上げていく中、それぞれ恋をしていた。そんな中、23番市の米軍にある男がやってきた。彼により23番市はかつてない混乱にみまわれていく。
Last Season
1950年、ローズの手から離れたプリマヴェーラは暴力組織と成り果てていた。プリマヴェーラによって荒れ果てた23番市に帰ってきたレオはジャンヌ・天川と出会い、彼女こそローズを呪縛から解き放つことができる存在だと確信する。そして、プリマヴェーラをローズの手に取り戻すため、薔薇と銃の日々の最後の物語が始まる。

## 登場人物

### Season 1
レオ・獅子神（レオ・ししがみ）
キャラクターデザイン：鈴木次郎
Season1の主人公。引き上げ船が魚雷で沈没し、漂流先で誤解を受け、終戦から3年遅れで帰国した。喧嘩と銃では右に出る者がいないほどの実力者。軽い性格をしているが、本来敵であるアルフレッドやケイレブからも好かれている。南方へ出兵していたが、戦地の話はあまり語りたがらない。麺類が好物。
ローズ・灰原（ローズ・はいばら）
キャラクターデザイン：宗一郎
クラブ『プリマヴェーラ』のマダム。誰にでも公平で優しく、人を疑うことを知らないお人好し。争いを好まない性格であるが、女をバカにする相手には怒りをあらわにする。ギリシャ人だが日本を愛していた父親の影響で、日本民族や日本文化に対して深い思い入れを持つ。
リチャード・舞扇（リチャード・まいおうぎ）
キャラクターデザイン：宗一郎
クラブ『プリマヴェーラ』の参謀兼金庫番。プリマヴェーラの実務面のリーダー。冷徹な金貸しを演じるが、脅しの台詞を苦手としている。お金に厳しく、路上に落ちている1セント玉も見逃さない性格。
ウェイン・上寺（ウェイン・うえでら）
キャラクターデザイン：蜷川ヤエコ
クラブ『プリマヴェーラ』の用心棒。行く当てがなかったところをローズに拾われ、彼女に忠誠を誓っている。狂犬ウェインの異名を持つ。路地裏育ちで、同じ境遇の者たちの面倒を見ており、時にはその情報網を利用する。子供っぽい一面を見せ、ステラにいじられる事が多い。
サイラス・斎村（サイラス・さいむら）
キャラクターデザイン：蜷川ヤエコ
リチャードの旧友で用心棒。戦地帰りの豪傑で、かつて戦地では鬼軍曹と呼ばれており猛者共の扱いには慣れている。見かけによらず、茶をいれるのが上手い。
ステラ・舞扇（ステラ・まいおうぎ）
キャラクターデザイン：宗一郎
リチャードの妹にして、クラブ『プリマヴェーラ』一番の売れっ子。酒癖が悪いため、店で飲んでいるのはジュース。私生活は兄も呆れるほどのズボラ。プリマヴェーラ設立前は、夜の女の派閥のリーダーとして他派閥リーダーのメリル、アマンダと対立していた。
メリル・田無（メリル・たなし）
キャラクターデザイン：宗一郎
ステラと並ぶクラブ『プリマヴェーラ』の看板娘。豪快な酒豪。女ながら喧嘩や銃など荒事にも強い。ステラとは頻繁に喧嘩をするが、お互いのことを認めている。
フィリップ・バトラー
キャラクターデザイン：鈴木次郎
駐留米軍大尉。23番市の治安部門の現場責任者だが、職務のためならマフィアと取引をするし、軍上層部への根回し献金もする。プリマヴェーラの常連客であり、23番市のアンダーグラウンドに精通するプリマヴェーラに色々と融通を利かせている。
李 梅九（り めいじゅう）
キャラクターデザイン：鈴木次郎
22番市を仕切るチャイナマフィア『金龍会（ゴールデンドラゴン）』の幹部。23番市に進出した金龍会の縄張り（チャイナタウン）を仕切っている。中国人ネットワークによる驚異的な情報網を持つ。リチャードとはビジネス上の取引もある旧知の仲。肩にイグアナ『花々』を乗せている。通称『黒竜の李』。
アマンダ・雨宮（アマンダ・あまみや）
キャラクターデザイン：蜷川ヤエコ
クラブ『プリマヴェーラ』の元ナンバーワン。本来なら彼女がプリマヴェーラのマダムになるはずだったが、様々な事情によりローズがマダムとなった。年増と言われると笑顔で銃を暴発させる。
敬礼寺 宗平（けいれいじ そうへい）
キャラクターデザイン：宗一郎
復員軍人で元将校。『バー・野武士』という居酒屋の常連客で、レオと知り合う。プライベートでは横文字の名前を使うことを嫌っている。困窮する復員軍人達のまとめ役。
ミゲル・倉敷（ミゲル・くらしき）
キャラクターデザイン：宗一郎
復員軍人で敬礼寺の部隊の生き残り。当時の23番市でアルフレッドの次に危険といわれた男。奇抜な服装を好む。
クローディア・黒崎（クローディア・くろさき）
キャラクターデザイン：竜騎士07
プリマヴェーラの従業員の一人。金を貯めて自分の店を持つことを夢見ている。
アルフレッド・赤城（アルフレッド・あかぎ）
キャラクターデザイン：竜騎士07
当時の23番市で一番危険といわれた男。元々はアメリカマフィアの殺し屋であったが、ボス達を殺して組織を乗っ取った。通称『クレイジーアルフレッド』。
林原 樹里（はやしばら じゅり）
キャラクターデザイン：宗一郎
大手新聞社『香港デイリー 東京支社』の新米記者にして唯一の純日本人。中国語・日本語・英語・仏語に堪能な才女。
マダム・ジャンヌ
キャラクターデザイン：竜騎士07
日本人同胞会『春風』の名誉総裁であり、日本人マフィア『プリマヴェーラ』のマダム。物語は主に、彼女がローズから聞いた話を樹里に聞かせているという形式で進む。

### Season 2
ラプンツェル
キャラクターデザイン：宗一郎
Season 2の主人公。人攫いから逃げている時にローズの車にはねられて記憶喪失になった少女。髪が長いことからラプンツェルと名づけられ、ツェルと呼ばれる。
オリバー・織部（オリバー・おりべ）
キャラクターデザイン：夏西七
ウェインに憧れる路地裏育ちの少年。手柄を焦っていくつかの仕事を台無しにしたことから爪弾きにされていた。チャールズ、ニーナと共同生活を送っている。ウェインからツェルの世話をするよう命じられる。
チャールズ・茶谷（チャールズ・ちゃたに）
キャラクターデザイン：夏西七
オリバーと同じくウェインに憧れる路上育ちの少年。天才スリ師だが、ウェインによって禁じられている。チャイナタウンの肉まんが大好物。
ニーナ・蜷木（ニーナ・になぎ）
キャラクターデザイン：高木勇志
客と喧嘩ばかりして夜の女失格とされた少女。スリングショットが得意。どこのか分からない方言を話す。
王 元洪（ワン ユァンホン）
キャラクターデザイン：竜騎士07
『金龍会』の幹部。時計を愛し、多くの時計をコレクションしている。梅九とはかつて師弟の関係だったが、現在は派閥の違いから対立している。
小蘭（シャオラン）
キャラクターデザイン：桃山ひなせ
梅九子飼いの密偵。昔喉を病気でやられたためぼそぼそとしか話せない。月餅が好物。
上寺相談役
キャラクターデザイン：竜騎士07
ウェイン・上寺の現在の姿。日本人同胞会の相談役。マダム・ジャンヌの片腕的存在。

### Season 3
アラン・新巻（アラン・あらまき）
キャラクターデザイン：鈴木次郎
Season 3の主人公。表の顔は喧嘩屋。裏の顔は「バタリアン」に所属する腕利きの始末屋。陽気な性格をしておりよく駄洒落を言うが、キース以外にはあまり受けが良くない。
キース・如月（キース・きさらぎ）
キャラクターデザイン：夏西七
アラン・新巻の相棒。マタギの血をひく天才スナイパー。常に厚着をしている。
雪（ゆき）
キャラクターデザイン：鈴木次郎
アランのガールフレンド。資産家の令嬢で英国に長い間留学していたため日本に少し疎い部分がある。
孫 子龍（ソン ツーロン）
キャラクターデザイン：赤井ヒガサ
金龍会の先代頭領・孫紫龍の息子。若輩を理由に頭領の座を認められずにいる。非常に思慮深く聡明な人物で、梅九が忠誠を誓う。
ガブリエル・鏑谷（ガブリエル・かぶらや）
キャラクターデザイン：鈴木次郎
組織犯罪対策特命将校の少佐。
上寺 虎継（うえでら とらつぐ）
キャラクターデザイン：蜷川ヤエコ
ウェイン・上寺の孫。若い頃のウェインにそっくりだが、中身はまるで別物。ソーシャルゲームが好き。

### Last Season
モーリス・物部（モーリス・ものべ）
キャラクターデザイン：竜騎士07
武闘派集団バタリアンのリーダー。サイラス・斎村の一番の部下。
ジェームズ・富竹（ジェームズ・とみたけ）
キャラクターデザイン：竜騎士07
カジノ『リッチバンブー』のリーダー。頭のキレる頭脳派マフィア。かつては暗黒街でケイレブ、アルフレッドに次ぐ23番市の第３勢力を誇っていた。
ジャンヌ・天川（ジャンヌ・あまかわ）
キャラクターデザイン：桃山ひなせ
1950年のジャンヌ。当時はパン屋の売り子をしていた。
テキーラ・的場（テキーラ・まとば）
キャラクターデザイン：竜騎士07
プリマヴェーラの構成員。あけぼの商店街に嫌がらせをしていた。

## スタッフ
キャラクターデザイン
赤井ヒガサ、鈴木次郎、宗一郎、髙木勇志、夏西七、蜷川ヤエコ、桃山ひなせ、竜騎士07
ロゴデザイン
中川ユウヰチ
OPムービーデザイン
yo-yu
音楽
dai、M.Zakky、pre-holder、ラック眼力、六弦アリス、Funczion SOUNDS、xaki、本木咲黒、劇情テノール
脚本
竜騎士07
制作
07th Expansion

## オープニング曲
Season 1オープニングテーマ「愛はオメルタ」
作詞：佐倉かなえ・ラック眼力 / 作曲・編曲：ラック眼力 / 演奏・歌：Rojak feat.Mayumi
Last Seasonオープニングテーマ「Brand New Way, Broadway」
歌唱：劇情テノール / 作詞：新城歌澄 / 作曲：TaNa / 編曲：劇情テノール

## 漫画

### 本編
ROSE GUNS DAYS Season 1
『月刊ガンガンJOKER』にて2012年9月号から2014年3月号まで連載。作画は宗一郎。全4巻。全20話。
各話の話数カウントは「Scene:〇」と表記される。
| 巻数 | 発売日         | 収録話             | ISBN                   |
| ---- | -------------- | ------------------ | ---------------------- |
| 1    | 2012年12月22日 | Scene:00～Scene:04 | ISBN 978-4-7575-3832-0 |
| 2    | 2013年8月22日  | Scene:05～Scene:09 | ISBN 978-4-7575-3943-3 |
| 3    | 2013年12月21日 | Scene:10～Scene:14 | ISBN 978-4-7575-4177-1 |
| 4    | 2014年4月22日  | Scene:15～Scene:19 | ISBN 978-4-7575-4275-4 |

ROSE GUNS DAYS Season 2
『月刊Gファンタジー』にて2013年2月号から2014年4月号まで連載。作画は夏西七。全3巻。全16話。
各話の話数カウントは「Track〇」と表記される。第15話は「Last Number」、第16話は「Bonus Track」と表記される。
| 巻数 | 発売日         | 収録話               | ISBN                   |
| ---- | -------------- | -------------------- | ---------------------- |
| 1    | 2013年8月22日  | Track01～Track05     | ISBN 978-4-7575-4047-7 |
| 2    | 2013年12月21日 | Track06～Track10     | ISBN 978-4-7575-4178-8 |
| 3    | 2014年4月22日  | Track11～Bonus Track | ISBN 978-4-7575-4302-7 |

ROSE GUNS DAYS Season 3
『ガンガンONLINE』にて2013年9月19日から2015年3月5日まで連載。作画は大村陽。全3巻。
各話の話数カウントは「REASON:〇」と表記される。最終話は「LAST REASON」と表記される。
| 巻数 | 発売日         | 収録話                 | ISBN                   |
| ---- | -------------- | ---------------------- | ---------------------- |
| 1    | 2014年4月22日  | REASON:1～REASON:5     | ISBN 978-4-7575-4276-1 |
| 2    | 2014年12月22日 | REASON:6～REASON:10    | ISBN 978-4-7575-4498-7 |
| 3    | 2015年4月22日  | REASON:11～LAST REASON | ISBN 978-4-7575-4610-3 |

ROSE GUNS DAYS Last Season
『月刊ビッグガンガン』にて2014年Vol.05から2015年Vol.07まで連載。作画は座紀光倫。全2巻。全12話。
各話の話数カウントは「Chapter〇」と表記される。最終話は「End Chapter」と表記される。
| 巻数 | 発売日        | 収録話                | ISBN                   |
| ---- | ------------- | --------------------- | ---------------------- |
| 1    | 2015年8月22日 | Chapter0～Chapter6    | ISBN 978-4-7575-4720-9 |
| 2    | 2015年8月22日 | Chapter7～End Chapter | ISBN 978-4-7575-4721-6 |

### 外伝
ROSE GUNS DAYS 哀愁のクロスナイフ
1946年のウェインを描いた外伝。『月刊ビッグガンガン』にて2013年Vol.01から2013年Vol.11まで連載。作画は髙木勇志。全2巻。
各話の話数カウントは「Scene:〇」と表記される。
| 巻数 | 発売日         | 収録話             | ISBN                   |
| ---- | -------------- | ------------------ | ---------------------- |
| 1    | 2013年8月22日  | Scene:01～Scene:05 | ISBN 978-4-7575-4048-4 |
| 2    | 2013年12月21日 | Scene:06～Scene:10 | ISBN 978-4-7575-4179-5 |

ROSE GUNS DAYS 復讐は黄金の香り
1946年のローズを描いた外伝。『月刊少年シリウス』にて2013年6月号から2014年6月号まで連載。作画は蓮乗寺メイ。全2巻。全12話。
各話の話数カウントは「第〇幕」と表記される。
| 巻数 | 発売日        | 収録話        | ISBN                   |
| ---- | ------------- | ------------- | ---------------------- |
| 1    | 2013年11月8日 | 第1幕～第5幕  | ISBN 978-4-06-376433-8 |
| 2    | 2014年7月9日  | 第6幕～第12幕 | ISBN 978-4-06-376468-0 |

## 小説
星海社による小説。竜騎士07による原作ノベルゲームをノベライズしたもの。格闘・銃撃シーンは深見真が執筆している。イラストはseroriが担当する。
| 編       | 巻 | 発売日         | ISBN                   |
| -------- | -- | -------------- | ---------------------- |
| Season 1 | 上 | 2013年11月14日 | ISBN 978-4-06-138877-2 |
| Season 1 | 下 | 2014年7月15日  | ISBN 978-4-06-139901-3 |

## 移植版
iPhone/iPod touch版
RoseGunsDays Season1
2012年11月9日発売。アイビーによる移植作品。Season 1のシナリオ全体を収録している。
RoseGunsDays Lite
2012年11月9日配信。アプリ『RoseGunsDays Season1』の体験版。Season 1の序盤部分を収録している。

## 舞台
進戯団 夢命クラシックスと07th Expansionの共同制作による舞台作品。略称は『ローステ』。

### スタッフ
|                        | Season1      | Season2                | Season3                | Last Season                   |
| ---------------------- | ------------ | ---------------------- | ---------------------- | ----------------------------- |
| 原作                   | 竜騎士07     | 竜騎士07               | 竜騎士07               | 竜騎士07                      |
| 脚色・演出             | 伊藤マサミ   | 伊藤マサミ             | 伊藤マサミ             | 伊藤マサミ                    |
| 舞台監督               | 坂野早織     | 川田康二               | 森貴裕                 | 森貴裕                        |
| 演出部                 | 岸本学       | N/A                    | 川田康二               | 川田康二                      |
| 演出助手               | 高島大輝     | 高島大輝               | 村松洸希               | N/A                           |
| 演出助手               | N/A          | 小島麻奈未             | 小島麻奈未             | 小島麻奈未                    |
| 殺陣振付               | PUMP×EARTH   | 芹澤良                 | 芹澤良                 | 芹澤良                        |
| ダンス振付             | N/A          | 山田せいら 伊藤マサミ  | 山田せいら 伊藤マサミ  | 山田せいら 伊藤マサミ         |
| 音響                   | 志水れいこ   | 志水れいこ             | 志水れいこ             | 志水れいこ                    |
| 音響効果               | 渡邊藍       | 小薗詩歩               | 小薗詩歩               | 小薗詩歩                      |
| 音響効果               | 吉田望       | N/A                    | N/A                    | 吉田望                        |
| 音楽                   | 今泉翔       | 今泉翔                 | 今泉翔                 | 今泉翔                        |
| 照明                   | みなみあかり | 島田雄峰               | 島田雄峰               | 島田雄峰                      |
| 照明                   | N/A          | N/A                    | 朝日一真               | 朝日一真                      |
| 照明                   | N/A          | N/A                    | N/A                    | 佐伯香奈                      |
| ムービングライト       | 紺野浩史     | 紺野浩史               | 紺野浩史               | 紺野浩史                      |
| 美術                   | 宮坂貴司     | 宮坂貴司               | 宮坂貴司               | 宮坂貴司                      |
| 衣裳                   | 小泉美都     | 小泉美都               | 小泉美都               | 小泉美都                      |
| 衣裳                   | N/A          | あんず あやか さゆ IZA | あんず あやか さゆ IZA | あんず あやか さゆ IZA        |
| ヘアメイク             | 青山亜耶     | 青山亜耶               | 青山亜耶               | 青山亜耶                      |
| ヘアメイク             | 茂木美緒     | N/A                    | N/A                    | 片山智恵子                    |
| 撮影ヘアメイク         | N/A          | 茂木美緒               | 茂木美緒               | 茂木美緒                      |
| 撮影ヘアメイク         | N/A          | N/A                    | Nonchi                 | N/A                           |
| 映像                   | 常光博武     | 常光博武               | 常光博武               | 常光博武                      |
| スチール撮影・デザイン | 圓岡淳       | 圓岡淳                 | 圓岡淳                 | 圓岡淳                        |
| DVD撮影・編集          | 峰一郎       | 耳井啓明               | 耳井啓明               | 株式会社ネクステージ 観劇三昧 |
| フライヤーイラスト     | N/A          | 夏西七                 | 大村陽                 | N/A                           |
| 制作                   | 小野智美     | 舞原鈴                 | 舞原鈴                 | 舞原鈴                        |
| 企画・製作             | Office smc   | Office smc             | Office smc             | Office smc                    |

### キャスト
|                             | Season1           | Season2           | Season3                             | Last Season                         |
| --------------------------- | ----------------- | ----------------- | ----------------------------------- | ----------------------------------- |
| レオ・獅子神                | 鮎川太陽          | N/A               | N/A                                 | 鮎川太陽                            |
| ローズ・灰原                | 茜屋日海夏        | 茜屋日海夏        | N/A                                 | 茜屋日海夏                          |
| ウェイン・上寺              | 石渡真修          | 石渡真修          | N/A                                 | 石渡真修                            |
| リチャード・舞扇            | 伊藤マサミ        | 伊藤マサミ        | 伊藤マサミ                          | 伊藤マサミ                          |
| アマンダ・雨宮              | 伊藤えみ          | N/A               | N/A                                 | N/A                                 |
| ステラ・舞扇                | 舞原鈴            | 舞原鈴            | 舞原鈴                              | N/A                                 |
| サイラス・斎村              | 鎌田秀勝          | 鎌田秀勝          | 鎌田秀勝                            | 鎌田秀勝                            |
| メリル・田無                | 和地つかさ        | N/A               | 和地つかさ                          | 和地つかさ                          |
| クローディア・黒崎          | かおりかりん      | かおりかりん      | N/A                                 | かおりかりん                        |
| モーリス・物部              | 芹澤良            | 芹澤良            | N/A                                 | 芹澤良                              |
| フィリップ・バトラー        | 豊田幸樹          | 豊田幸樹          | 豊田幸樹                            | 豊田幸樹                            |
| アルフレッド・赤城          | 樋口夢祈          | N/A               | N/A                                 | 樋口夢祈                            |
| 李梅九                      | 萩尾圭志          | 村上健斗          | 村上健斗                            | 村上健斗                            |
| 林原樹里                    | 滑川恭子          | 滑川恭子          | 滑川恭子                            | 滑川恭子                            |
| マダム・ジャンヌ            | 八隅早苗          | 八隅早苗          | 八隅早苗                            | 八隅早苗                            |
| 敬礼寺宗平                  | 伊阪達也          | N/A               | N/A                                 | N/A                                 |
| ミゲル・倉敷                | 井深克彦          | N/A               | N/A                                 | N/A                                 |
| Season2で初登場する人物     |                   |                   |                                     |                                     |
| オリバー・織部              | N/A               | 西野太盛          | 西野太盛                            | 西野太盛                            |
| ラプンツェル                | N/A               | 澤田真里愛        | N/A                                 | 澤田真里愛                          |
| ニーナ・蜷木                | N/A               | 藤本結衣          | 藤本結衣                            | 藤本結衣                            |
| チャールズ・茶谷            | N/A               | 原野正章          | 原野正章                            | 原野正章                            |
| 王元洪                      | N/A               | 塚本拓弥          | N/A                                 | 塚本拓弥                            |
| 小蘭                        | N/A               | 柴田茉莉          | 柴田茉莉                            | 柴田茉莉                            |
| オリビア                    | N/A               | 山田せいら        | 山田せいら                          | 山田せいら                          |
| マライア                    | N/A               | 窪田ゆうり        | 窪田ゆうり                          | 窪田ゆうり                          |
| シザーリオ                  | N/A               | 矢澤梨央          | 矢澤梨央                            | 矢澤梨央                            |
| Season3で初登場する人物     |                   |                   |                                     |                                     |
| アラン・新巻                | N/A               | N/A               | 神里優希                            | 神里優希                            |
| キース・如月                | N/A               | N/A               | 辻諒                                | 辻諒                                |
| 祐司                        | N/A               | N/A               | 田辺レオ                            | N/A                                 |
| 李梅雪                      | N/A               | N/A               | 楠世蓮                              | N/A                                 |
| ガブリエル・鏑谷            | N/A               | N/A               | 早乙女じょうじ                      | 早乙女じょうじ                      |
| Last Seasonで初登場する人物 |                   |                   |                                     |                                     |
| 孫子龍                      | N/A               | N/A               | N/A                                 | 中澤まさとも                        |
| その他                      |                   |                   |                                     |                                     |
| アンサンブル                | 林田寛之 望月祐治 | 林田寛之 望月祐治 | 林田寛之 望月祐治                   | 林田寛之 望月祐治                   |
| アンサンブル                | N/A               | 木村一也          | 木村一也                            | 木村一也                            |
| アンサンブル                | 高島大輝          | 高島大輝          | 橋本直也 濱田光二 菊地紀壱 熊谷美里 | 橋本直也 濱田光二 菊地紀壱 熊谷美里 |
| アンサンブル                | ①                 | ②                 | ③                                   | ④                                   |

### 公演リスト
| vol | 編          | 会場                   | 公演日程                  |
| --- | ----------- | ---------------------- | ------------------------- |
| 2   | Season1     | 俳優座劇場             | 2016年 9月21日 - 9月25日  |
| 3   | Season2     | ラゾーナ川崎プラザソル | 2017年 12月6日 - 12月10日 |
| 4   | Season3     | シアターサンモール     | 2018年 3月7日 - 3月11日   |
| 5   | Last Season | シアターサンモール     | 12月28日 - 12月31日       |